# Ernst Ottwalt
Ernst Ottwalt (* 13. November 1901 in Zippnow, heute Sypniewo, im Kreis Deutsch Krone in Westpreußen; † 24. August 1943 in einem sowjetischen Lager bei Archangelsk; eigentlich Ernst Gottwalt Nicolas) war ein deutscher Schriftsteller und ein Opfer des Großen Terrors.

## Leben
Ernst Ottwalt, Sohn des evangelischen Pfarrers Heinrich Nicolas, besuchte das Gymnasium in Halle und studierte in Jena die Rechte. Seine politische Biografie ist von einem radikalen Seitenwechsel geprägt: Als junger Mann schloss er sich nach dem Ersten Weltkrieg zunächst den deutschnationalen Freikorps-Kämpfern an. Er änderte seine politische Einstellung, wurde Kommunist und trat der KPD und dem Bund proletarisch-revolutionärer Schriftsteller (BPRS) bei. Seine Freikorps-Erfahrung beschrieb er in dem Roman Ruhe und Ordnung von 1929. Friedrich Neubauer inszenierte im November 1930 an der Piscator-Bühne Ottwalts nicht erhaltenes Bergarbeiterdrama Jeden Tag vier über ein Grubenunglück im schlesischen Neurode. Zusammen mit Bertolt Brecht verfasste Ottwalt das Drehbuch zum Arbeiterfilm Kuhle Wampe oder: Wem gehört die Welt? (1932). 1931 schrieb er den Justiz-Roman Denn sie wissen was sie tun, in dem Ottwalt die Sozialstruktur der deutschen Richterschaft darstellt. „Mit den Mitteln des frühnaturalistischen Romans wird die Laufbahn eines deutschen Durchschnittsjuristen geschildert“ (Kurt Tucholsky). Thomas Mann schrieb, der Roman sei „von unverkennbarer Wahrheit“ und Ottwalt verleihe ihr „einen Anflug von Liebenswürdigkeit“, was diese „bürgerliche Wahrheit nur schrecklicher“ mache. Mann schlussfolgerte: „… man muss einsehen, dass die historische Abdankung des Bürgertums eine vollendete Tatsache ist. … Die Lektüre des Ottwaltschen Buches, die Bekanntschaft mit diesem in seiner hoffnungslosen Halb-Gutwilligkeit nur allzu naturgetreuen Friedrich Wilhelm Dickmann ist lehrreich, nur allzu lehrreich in dieser Beziehung.“
Ein Jahr später, 1932, erschien „Deutschland erwache! Geschichte des Nationalsozialismus“, eine ebenso frühe wie hellsichtige Studie über die Gefahr und den Siegeszug der nationalsozialistischen Bewegung. Bei der nationalsozialistischen Bücherverbrennung vom 10. Mai 1933 stand sein Werk auf der von Wolfgang Herrmann verfassten Schwarzen Liste; Ottwalts Name war zusätzlich mit einem Kreuz versehen, um ihn als einen der „eigentlichen Schädlinge“ – wie Egon Erwin Kisch, Alfred Kerr oder Kurt Tucholsky – zu kennzeichnen, „die auch für den Buchhandel auszumerzen wären“ (Wolfgang Herrmann).
Neben den Romanen und der Studie zur NSDAP hat Ottwalt, so berichtet sein Biograph Andreas W. Mytze, zusammen mit Hanns Eisler 1932 eine Rundfunkerzählung mit dem Titel „Kalifornische Ballade“ verfasst. Die Ursendung lief 1934 im Flämischen Rundfunk; Ernst Busch sang die Lieder von Eisler. 1968 wurde sie zum ersten Mal im Rundfunk der DDR auf Deutsch ausgestrahlt. Dieses frühe Hörspiel erzählt die Geschichte von Johann August Sutter, einem Schweizer, der im 19. Jahrhundert nach Amerika auswanderte.
1934 verließ Ottwalt Deutschland und ging ins Exil nach Dänemark, dann, über die Tschechoslowakei, wo er der Leiter der Gruppe kommunistischer Schriftsteller im Prager Exil war, nach Moskau. Dort geriet er im Zuge der Stalinistischen Säuberungen unter Spionageverdacht und in die Fänge der sowjetischen Geheimpolizei. Er wurde 1936 verhaftet und zur Zwangsarbeit in ein Lager bei Archangelsk deportiert. Dem Vorschub geleistet hatte Georg Lukács mit seinem Verdikt in einer Kritik von Ottwalts Romanen: „Es bedarf nicht langer Erörterungen, um klar zu sehen, dass solche ‚Helden‘, ohne mit ihren Verfassern identisch zu sein, doch deren Klassenlage treu widerspiegeln.“ Seine Ehefrau Waltraut Nicolas wurde ebenfalls verhaftet und zu fünf Jahren Zwangsarbeit verurteilt. Danach wurde sie an Hitlerdeutschland ausgeliefert. Sie erfuhr erst viele Jahre später von Ottwalts Tod.

## Werke
Das Buch „Deutschland erwache!“ gilt als eine der frühesten Analysen des nationalsozialistischen Aufstiegs. Ernst Ottwalts Werk ist nach dem Zweiten Weltkrieg weitgehend in Vergessenheit geraten.
- Ruhe und Ordnung. Roman aus dem Leben der nationalgesinnten Jugend. Malik-Verlag, Berlin 1929. Neuausgabe: Hasenverlag, Halle (Saale) [2014], Hrsg. und mit einem Nachw. vers. von Christian Eger, ISBN 978-3-945377-03-1.
- Denn sie wissen was sie tun. Ein deutscher Justiz-Roman. Malik-Verlag, Berlin 1931. Neuausgabe: Berlin 2018, ISBN 978-3-945831-14-4.
- Deutschland erwache! Geschichte des Nationalsozialismus. Hess, Wien / Leipzig 1932.
- Kalifornische Ballade. Rundfunkerzählung, zusammen mit Hanns Eisler, 1932.

## Rezeption
- Ernst Ottwalt ist eine Figur in Robert Cohens Roman Exil der frechen Frauen. Rotbuch Verlag, Berlin 2009, ISBN 978-3-293-20874-2.